# Dempsey Pappion
Dempsey Pappion (Lake Charles, 27 de agosto de 1979) es un actor estadounidense de cine y televisión.

## Carrera
Pappion nació en Lake Charles. Inició su carrera como actor en 1995. Su primer papel en televisión ocurrió en Undressed. Tres años después protagonizó la película de comedia The Red Sneakers, donde interpretó el papel de Reggie Reynolds, un joven que se convierte en un excelente baloncestista al calzarse unas zapatillas mágicas. Dempsey además se dedica a aportar su voz en producciones cinematográficas animadas como El Lorax y Next Avengers: Heroes of Tomorrow y en comerciales de televisión para marcas como Taco Bell, McDonald's, Papa John's Pizza, Honda Civic, T-Mobile y Coca-Cola.

## Filmografía

### Cine y televisión
- Blaze and the Monster Machines (2019)
- World of Warcraft: Battle for Azeroth (2018)
- We Are Boats (2018)
- For the People (2018)
- Lethal Weapon (2017)
- La La Land (2016)
- He's Not Real (2016)
- Murder in the First (2016)
- Mistresses (2016)
- Dota 2 (2013)
- The Lorax (2012)
- Operation Flashpoint: Red River (2011)
- The LeBrons (2011)
- Post Grad (2009)
- Tom Clancy's EndWar (2009)
- Next Avengers: Heroes of Tomorrow (2008)
- All Grown Up! (2007)
- A Change Is Gonna Come (2006)
- Fun with Dick and Jane (2005)
- Medium (2005)
- The Matrix: Path of Neo (2005)
- War of the Worlds (2005)
- That's So Raven (2005)
- The West Wing (2004)
- Cold Case (2004)
- Navy NCIS: Naval Criminal Investigative Service (2003)
- JAG (2003)
- 8 Simple Rules... for Dating My Teenage Daughter (2003)
- Without a Trace (2002)
- Touched by an Angel (2002)
- Resurrection Blvd. (2002)
- The Red Sneakers (2002)
- Boston Public (2002)
- Once and Again (2002)
- Noah Knows Best (2000)
- The Young and the Restless (1973/1999)
- Undressed (1999)